# Xã Hợp nhất Exeter-Fairmont, Quận Fillmore, Nebraska
Xã Hợp nhất Exeter-Fairmont (tiếng Anh: Exeter-Fairmont Consolidated Township) là một xã thuộc quận Fillmore, tiểu bang Nebraska, Hoa Kỳ. Năm 2010, dân số của xã này là 1.339 người.